# نمذجة أولية افتراضية
نمذجة أولية افتراضية يعد إعداد النماذج الافتراضية أحد الطرق لعملية تطوير المنتج، حيث يتضمن استخدام برامج التصميم بمساعدة الكمبيوتر (CAD) والتصميم الآلي الذي يعمل بواسطة الكمبيوتر (CAutoD) وبرامج الهندسية الحاسوبية (CAE) للتحقق من صحة التصميم قبل تنفيذ نموذجٍ أوّلي مادي ويتم ذلك عن طريق إنشاء أشكال (أجزاء) هندسية (عادةً ثلاثيةُ الأبعاد) يتم إنشاءُها بواسطة الكمبيوتر وربما دمجها لتصبح على شكل «تجميعٍ» يتم اختبار حركته وملاءمته وقيامه بالوظائف الميكانيكية المختلفة ويمكن استخدام البرامج الهندسية الحاسوبية (CAE) لِعرض ذلك التجميع أو تلك الأجزاء الفردية ومحاكاة سلوكِ المنتج في العالم الحقيقي.
كما تمَّ أيضًا إنشاء مصطلحِ النماذج الأولية الافتراضية في مجال تطوير المشاريع وتم تطوير هذه العملية بواسطة شركة الاستشارات الرقمية "Candylabs” وهي تصفُ أحد الطرق لاختبارِ المشاريع أو المنتجات الرقمية من خلال قنواتٍ متنوعةٍ تعمل على أحد المواقع الإلكترونية وتروِّج لمنتجٍ لمْ يتم إنشاءه بعد وتساعد هذه الطريقة على معرفة مدى قبول السوق ومقدار التكلفة التسويقية المتوقعة للمنتج النهائي قبل إنشاءِ نموذجٍ مصغّر.

## معلومات أساسية
قد كانت عملية تصميم وتطوير المنتج تعتمد على خبرات المهندسين واجتهاداتهم في إخراج الفكرة الأولية للتصميم ثمّ يتم إنشاء واختبار نموذج أوّلي مادّي لتقييم آداءه حيث كان من المستبعد للغاية أن يفي النموذج الأولي للتوقعات دون وجود أي طريقة لتقييم آداءه مقدمًا وعادةً ما كان على المهندسين إعادة تصميم الفكرة الأوًلية عدة مرات لمعالجة نقاط الضعف التي ظهرت في اختبار المنتج المادّي.

## التوجُّه نحو النماذج الأولية الافتراضية
يتعرض المصنّعون في الوقت الحالي لضغوطٍ لتقليل الوقت اللازم للتسويق وتحسين المنتجات إلى مستويات أعلى من الآداء والموثوقية كما يجري تطوير عددٍ أكبرَ بكثير من المنتجات في شكل نماذجَ افتراضية تستخدم فيها برامج المحاكاة الهندسية للتنبؤ بالآداء قبل إنشاء نماذج مادية كما يستطيع المهندسون إستكشاف آداء الآلاف من بدائل التصميم بسرعةٍ دون إنفاق الوقت والمال اللازم لبناء نماذج أوّلية مادية وتؤدي القدرة على إستكشاف مجموعةٍ واسعةٍ من بدائل التصميم إلى تحسيناتٍ في جودة التصميم والآداء، ومع ذلك عادةً ما يتم تقليل الوقت اللازم لعرض المنتج في السوق بشكلٍ كبير لأنّه يمكن إنتاج النماذج الافتراضية بشكلٍ أسرع بكثير من النماذج الأوّلية المادية.

## النماذج الأوَّليَّة الافتراضية الشامله
تقوم النماذج الأوّلية الشاملة بحساباتٍ كاملة عن كيفية تصنيع وتجميع المنتج أو أحد المكوّنات كما تربط نتائج هذه العمليات بالآداء ويتيح التوافر المبكر لهذه النماذج الافتراضية الواقعية المادية إجراء الاختبار وتأكيد الآداء عند إنشاء التصميم كما تساعد على إنشاءهِ بشكلٍ أسرع وتوفِّر رؤيةً أعمقَ حول العلاقة بين التصنيع والآداء أكثرَ مِمَّا يمكن تحقيقه من خلال بناء النماذج الأوّلية المادية واختبارها ويعد انخفاض التكاليف في كلٍّ من التصميم والصناعة ضمن فوائد إنشاء النماذج الأوّلية الشاملة حيث تم التقليل بشكلٍ كبير أو التوقّف تمامًا عن إنشاء النماذج المادية واختبارها ومع ذلك يُعمدُ إلى القيام بعمليّاتِ تصنيعٍ قويةٍ ونشيطة.

## التأثيرات الفوائد
أعلنت شركة الأبحاث (Aberdeen Group) أن أفضل المصنّعين والذين يستخدمون المحاكاة المبكرة على نظاقٍ واسع في عملية التصميم يحقّقون إيراداتٍ أكبر ويُوفِّرون في التكاليف ومع ذلك هم أسرع في إطلاق. المنتج ويستهدفون في جودته نسبة 86%؜ أو أكثر حيث تصل أفضل الشركات المصنعة لأكثر المنتجاتِ تعقيدًا إلى السوق قبل غيرها بـ 158 يومًا بتكلفةٍ أقل بمقدار 1.9 مليون دولار مقارنةً بجميع الشركات المصنِّعة الأُخرى بينما تصل أفضل الشركات المصنعة لأبسط المنتجات إلى السوق قبل غيرها بـ 21 يومًا بتكلفة تطوير للمنتجات مقدارها 21 ألف دولار.

## أمثلة
استخدمت شركة Fisker Automotive النماذج الافتراضية الأوّلية لتصميم الهيكل الخلفي والأجزاء الأخرى لسيارتها الكهربائية الهجينة Karma لضمان سلامة خزان الوقود في حالة الاصطدام الخلفي كما هو أحد معايير السلامة في السيارات الاتحادية FMVSS (الشهادة 301) كما استخدمت شركة Agilent technologies النماذج الأوّلية الافتراضية لتصميم أنظمة التبريد لرأس المعايرة عند إنتاجها لجهاز مرسمة ذبذبات فائق السرعة واستخدمت أيضًا شركة Miele النماذج الأوّلية الافتراضية لتحسين عملية تطوير آلة مطهِّر الغسالة من خلال محاكاة خصائصها التشغيلية في وقتٍ مبكر من دورة التصميم وتوفِّر الحلول البرمجية العديدة للبرامج الهندسية الحاسوبية (على سبيل المثال: Working Modelsو SimWise) إمكانية التحقق من فوائد النماذج الأولية الافتراضية حتى بالنسبة للطلاب والشركات الصغيرة كما تقوم بجمع دراسات الحالة الموجودة منذ عام 1996.